# Ankie Broekers-Knol
Anneke (Ankie) Broekers-Knol (ur. 23 listopada 1946 w Lejdzie) – holenderska polityk, prawniczka i nauczyciel akademicki, parlamentarzystka, w latach 2013–2019 przewodnicząca Eerste Kamer.

## Życiorys
Z wykształcenia prawniczka, w 1970 ukończyła studia na Uniwersytecie w Lejdzie. Rok wcześniej dołączyła do Partii Ludowej na rzecz Wolności i Demokracji (VVD). W 1971 podjęła pracę jako nauczyciel akademicki na macierzystej uczelni, pełniąc różne funkcje w strukturze tego uniwersytetu (m.in. od 1992 do 2011 była kierownikiem katedry na wydziale prawa). W latach 1986–1997 sprawowała mandat radnej gminy Bloemendaal. W 2001 zasiadła w izbie wyższej Stanów Generalnych, a w 2013 objęła stanowisko przewodniczącej Eerste Kamer. Funkcję tę pełniła do czerwca 2019. W tym samym miesiącu dołączyła do rządu Marka Ruttego jako sekretarz stanu w resorcie sprawiedliwości. Zakończyła urzędowanie w styczniu 2022.